# Vasco da Gamalaan (sneltramhalte)
Vasco da Gamalaan is een van de haltes van de Utrechtse sneltram en is gelegen in de stad Utrecht in de middenberm van de Beneluxlaan tussen de wijken Kanaleneiland en Transwijk.
Op de halte stoppen tramlijnen 20 en 21.
In februari 2005 en in de zomer van 2020 zijn enkele haltes van deze tram gerenoveerd, zo ook halte Vasco da Gamalaan.

## Naamgeving
De halte is genoemd naar de vanaf de halte lopende Vasco da Gamalaan. Vasco da Gama was een Portugese ontdekkingsreiziger.

## Gebruik
De halte wordt druk gebruikt voor studenten van de nabijgelegen locatie "Bontekoelaan" van het MBO Utrecht. Ook worden park Transwijk en enkele flats van Kanaleneiland door deze halte bediend om makkelijker te kunnen verplaatsen. In deze flats leven soms ouderen die een vervoermiddel nodig hebben.

## Buslijn
De halte wordt ook bediend door buslijn 10 (Station Utrecht Lunetten - Station Utrecht Leidsche Rijn), die net als de sneltrams door U-OV wordt gereden.
P+R Science Park · WKZ/Máxima · UMC Utrecht · Heidelberglaan · Padualaan · De Kromme Rijn · Stadion Galgenwaard · Station Utrecht Vaartsche Rijn · CS Centrumzijde · CS Jaarbeursplein · Graadt van Roggenweg · 24 Oktoberplein-Zuid · Winkelcentrum Kanaleneiland · Vasco da Gamalaan · Kanaleneiland Zuid · P+R Westraven · Zuilenstein · Batau-Noord · Wijkersloot · Nieuwegein City · Merwestein · Fokkesteeg · Wiersdijk · Nieuwegein-Zuid
P+R Science Park · WKZ/Máxima · UMC Utrecht · Heidelberglaan · Padualaan · De Kromme Rijn · Stadion Galgenwaard · Station Utrecht Vaartsche Rijn · CS Centrumzijde · CS Jaarbeursplein · Graadt van Roggenweg · 24 Oktoberplein-Zuid · Winkelcentrum Kanaleneiland · Vasco da Gamalaan · Kanaleneiland Zuid · P+R Westraven · Zuilenstein · Batau-Noord · Wijkersloot · Nieuwegein City · St. Antonius Ziekenhuis · Doorslag · Hooghe Waerd · Clinckhoeff · Eiteren · Achterveld · Binnenstad · IJsselstein-Zuid